# Яранское городское поселение
Яра́нское городское поселение — муниципальное образование в Яранском муниципальном районе Кировской области России.
Административный центр — город Яранск.

## История
Яранское городское поселение образовано 1 января 2006 года согласно Закону Кировской области от 07.12.2004 № 284-ЗО из города Яранска и упразднённых Высоковского и Ивановского сельских округов.

## Население
| 2009    | 2010    | 2011    | 2012    | 2013    | 2014    | 2015    |
| ------- | ------- | ------- | ------- | ------- | ------- | ------- |
| 19 690  | ↘18 041 | ↘17 239 | ↗17 683 | ↘17 455 | ↘17 336 | ↘17 159 |
| 2016    | 2017    | 2018    | 2019    | 2020    | 2021    |         |
| ↘16 948 | ↘16 756 | ↘16 612 | ↘16 360 | ↘16 055 | ↘14 757 |         |

## Состав сельского поселения
Яранское городское поселение включает (помимо Яранска) 18 населённых пунктов:
| №  | Населённый пункт | Тип населённого пункта        | Население |
| -- | ---------------- | ----------------------------- | --------- |
| 1  | Балдино          | деревня                       | 2         |
| 2  | Банново          | деревня                       | 17        |
| 3  | Банново 1-е      | деревня                       | 1         |
| 4  | Большая Лайка    | деревня                       | 29        |
| 5  | Винокурово       | деревня                       | 4         |
| 6  | Высоково         | село                          | 158       |
| 7  | Горушки          | деревня                       | 46        |
| 8  | Дёмино           | деревня                       | 258       |
| 9  | Иваново          | деревня                       | 148       |
| 10 | Игитово          | деревня                       | 1         |
| 11 | Инда             | деревня                       | 0         |
| 12 | Кадаево          | деревня                       | 3         |
| 13 | Кладбище         | деревня                       | 0         |
| 14 | Корчаги          | деревня                       | 12        |
| 15 | Лавричи          | деревня                       | 2         |
| 16 | Пигуска          | деревня                       | 0         |
| 17 | Тарасово         | деревня                       | 100       |
| 18 | Чёрная Речка     | деревня                       | 7         |
| 19 | Яранск           | город, административный центр | ↘14 284   |

Бывшие населённые пункты:
| вид населённого пункта | название    |
| деревня                | Бибиково    |
| деревня                | Бибиков Лом |
| деревня                | Зобеньки    |
| деревня                | Русиново    |
| деревня                | Бакулово    |
| деревня                | Долгие Поля |
| деревня                | Борок       |